# Kałuszyn (gmina w guberni warszawskiej)
Kałuszyn – dawna gmina wiejska istniejąca w XIX wieku w guberni warszawskiej. Nazwa gminy pochodzi od wsi Barcząca, lecz siedzibą władz gminy było miasto Kałuszyn, który stanowił odrębną jednostkę administracyjną.
Za Królestwa Polskiego gmina Kałuszyn należała do powiatu mińskiego w guberni warszawskiej.
Gminę zniesiono w połowie 1870 roku a jej obszar włączono do gmin Chrościce i Kuflew.